# Швейцер, Александр Давыдович
Алекса́ндр Давы́дович (Давидович) Шве́йцер (8 декабря 1923, Московская область — 22 января 2002) — советский и российский лингвист-американист, педагог и практический переводчик с английского языка, один из основоположников советской теории перевода и создателей школы переводчиков-синхронистов. доктор филологических наук (1967), профессор, главный научный сотрудник Института языкознания Российской академии наук.

## Биография
В годы Великой Отечественной войны Александр Давидович Швейцер, будучи военным переводчиком, находился в рядах действующей армии (1943—1945); был награждён многими орденами и медалями. Участвовал в качестве переводчика в процессе над главными военными преступниками в Токио (1947—1948).
Окончил Военный институт иностранных языков (1949), затем старший преподаватель там же. В 1956 году защитил кандидатскую диссертацию «Перфективное причастие и его синонимы в современном английском языке». В 1956—1959 годах — редактор в Воениздате. Много лет работал в Московском государственном институте иностранных языков им. М. Тореза, где возглавлял кафедру устного перевода (1956—1972). В 1967 году защитил докторскую диссертацию «Различительные элементы американского и британского вариантов английского языка».
С 1972 года — сотрудник Института языкознания АН СССР. Сначала работал совместителем в секторе социолингвистики, а с 1982 года — в отделе германских, романских и кельтских языков.
Умер 22 января 2002 года. Прах захоронен в колумбарии на Донском кладбище.
Сын Владимир — переводчик, работает в аппарате ООН в США.

## Основные работы
Его труды появлялись в переводах на другие языки (прежде всего английский и немецкий); он много писал по-английски и печатался в научных журналах за рубежом, работал в американских университетах. В 1999 году стал стипендиатом престижного американского фонда Фулбрайта.
Автор более 150 научных публикаций, среди которых монографии:
- «Очерк современного английского языка в США» (1963, в сер. «Библиотека филолога»);
- «Вопросы социологии языка в современной американской лингвистике» (1971);
- «Литературный английский язык в США и Англии» (1971; 2-е изд. 2008);
- «Перевод и лингвистика: о газетно-информационном и военно-публицистическом переводе» (1973; 2-е изд. 2018);
- «Современная социолингвистика. Теория, проблемы, методы» (1977; 4-е изд. 2012);
- «Введение в социолингвистику» (1978; в соавт. с Л. Б. Никольским);
- «Проблемы перевода текстов различных типов» (1986);
- «Теория перевода: статус, проблемы, аспекты» (1988; 3-е изд. 2019);
- «Глазами переводчика: из воспоминаний» (1996; 2-е изд. 2012);
- «Перевод и коммуникация» (1996);
- «Контрастивная стилистика. Газетно-публицистический стиль в английском и русском языках (из лингвистического наследия)» (2012).